# 10114 Greifswald
10114 Greifswald eller 1992 RZ är en asteroid i huvudbältet som upptäcktes den 4 september 1992 av de båda tyska astronomen Freimut Börngen och Lutz D. Schmadel vid Tautenburg-observatoriet. Den är uppkallad efter den tyska staden Greifswald.
Asteroiden har en diameter på ungefär 8 kilometer och den tillhör asteroidgruppen Koronis.